# Gerardo González (boxeador)
Gerardo González Hernández (más conocido como "Kid Gavilán", nació el 6 de enero de 1926 en Camagüey, Cuba y falleció el 13 de febrero de 2003 en Miami, Florida, Estados Unidos. Fue un boxeador cubano campeón del mundo en el peso wélter.

## Biografía
El mánager de Gavilán era Yamil Chade, parte del Líbano, parte cubano y que residía en Puerto Rico. Chade también ha dirigido las carreras de Wilfredo Gómez, Wilfredo Benítez, Carlos De León y Félix Trinidad entre otros.
Comenzó su carrera profesional el 5 de junio de 1943, cuando ganó a Antonio Díaz por decisión en cuatro asaltos en La Habana. Sus primeros seis combates se realizaron en la misma ciudad y después peleó otra en Cienfuegos, pero volvió a retornar a La Habana para ganar otros tres combates más. Después de 14 combates, dejó Cuba y peleó ante Julio César Jiménez por primera vez fuera de su país, ganando por decisión en 10 asaltos en México, donde peleó en otras dos ocasiones más. A manos de Carlos Malacara sufrió aquí su primera derrota por decisión y poco después tuvo la revancha en La Habana donde ganó por decisión también.
Con un récord de 25 victorias, 2 derrotas y un embate tuvo su primer combate en los Estados Unidos. Fue el 1 de noviembre de 1946 cuando batió a Johnny Ryan por nocaut en cinco asaltos, en Nueva York. En 1948 y tras varios combates decidió quedarse en los Estados Unidos indefinidamente. Ese año se enfrentó a rivales muy importantes, como el anterior campeón del mundo Ike Williams, que le ganó por decisión en diez asaltos, Tommy Bell al que ganó por decisión, Tony Pellone al que ganó por decisión y Sugar Ray Robinson, que lo ganó por decisión en diez asaltos.
Después de batir a Williams dos veces por decisión peleó ante Robinson que tenía el cinturón mundial lineal del peso wélter. Perdió su primera oportunidad por el título del mundo cuando Robinson ganó por decisión en 15 asaltos. Cuando retornó, ganó a Rocky Castellani, al entonces campeón mundial peso ligero Beau Jack y a Laurent Dauthuille a todos ellos por decisión en diez asaltos. En 1950 tuvo un récord de 10-4-1, ganando a Billy Graham, Sonny Horne, Robert Villemain, Eugene Hairston y Tony Janiro entre otros.
En 1951 después de ganar a Tommy Ciarlo en dos ocasiones, finalmente llegó a ser campeón del mundo cuando ganó a Johnny Bratton al ganar el título mundial del peso wélter por decisión en 15 asaltos el 18 de mayo. Defendió su título ante Graham, por primera vez ganando por decisión y después hizo cuatro combates sin exponer el cinturón para terminar el año, incluyendo un empate ante Bratton y una victoria ante Janiro.
En 1952, defendió su título con éxito ante Bobby Dykes, Gil Turner, y ante Graham en su tercer combate. Los tres combates los ganó por decisión en 15 asaltos. También tuvo cinco combates en los que no expuso su cinturón, incluyendo tres que hizo en una gira por Argentina, donde su fama era tan grande que hasta llegaría a protagonizar una película (El campeón soy yo) en 1960. Su tercer combate ante Graham fue la primera ocasión en la que defendía su título en La Habana y su pelea con Dykes fue la primera ocasión en la que un hombre blanco y un hombre negro se enfrentaban en combate en Miami, Florida.
En 1953, retuvo el título por nocaut en diez asaltos ante Chuck Davey, por decisión en 15 asaltos ante Carmen Basilio y por decisión en 15 asaltos también ante Bratton. Ese año disputó siete combates en los que no expuso su título, perdiendo ante Danny Womber y ganando a Ralph Tiger Jones. En 1954, subió de peso, después de dos victorias a los puntos, tuvo una oportunidad para ganar el cinturón mundial de los pesos medios ante Bobo Olson pero perdió por decisión en 15 asaltos. Por esta razón volvió a bajar de peso y perdió por decisión en 15 asaltos el cinturón ante Johnny Saxton.
Desde este momentos hasta 1958, fecha en la que se retiró, tuvo momentos buenos y malos, perdió ante Eduardo Lausse, Tony DeMarco, Vince Martínez y Gaspar Ortega, pero también batió al mismo Ortega y a Chico Vejar, entre otros. Perdió ante Yama Bahama por decisión el 18 de junio de 1958 y nunca volvió a pelear, anunciando su retirada el 11 de septiembre del mismo año. Gavilán fue uno de los pocos boxeadores que jamás sufrió un nocaut a lo largo de su carrera profesional. 

## Honores
En 1966 fue incluido en el Salón de la Fama del Boxeo. 

## Muerte
Murió en Miami, de un infarto agudo de miocardio a los 77 años, el 13 de febrero de 2003.